# Entophlyctis crenata
Entophlyctis crenata är en svampart som beskrevs av Karling 1968. Entophlyctis crenata ingår i släktet Entophlyctis och familjen Endochytriaceae.   Inga underarter finns listade i Catalogue of Life.